# Cyrille Masso
Cyrille Masso est un réalisateur et producteur de cinéma camerounais. Il est connu pour ses films Confidences et Le Refuge.

## Biographie

### Enfance, formation et débuts
Cyrille Masso est né en 1973 au Cameroun. Il est le fils de Masso Lobé et de Madong Elise Marie. Il s'intéresse très tôt au cinéma. À 9 ans, il impressionne déjà ses enseignants de l'école publique du centre administratif de Yaoundé, qui l'aident à s'abonner au Centre Culturel Français. À la maison, il s’amuse à reproduire les images des livres de sa fratrie. À l'aide d'une torche, il projette lesdites images sur le mur, sous le regard admiratif de ses sœurs, ses premières spectatrices.
De 1993 à 1994, il fait des formations à distance en audiovisuel et en cinéma sur Educatel, ceci après l'obtention de son baccalauréat et une année en histoire à l'Université de Yaoundé. Ensuite, il s'inscrit comme auditeur libre à la Formation Professionnelle de l'Audiovisuel. C'est à cette époque qu’il fait la rencontre de Bassek Ba Kohbio, réalisateur et promoteur du festival Écrans Noirs.
En 1996, il intègre le cours supérieur des arts et techniques dramatiques de Yaoundé, avant de s'en aller un an plus tard en France, pour suivre une formation en production et en distribution vidéo, à l'Institut National de l'Audiovisuel (INA). En 1998, il entre à la Fémis. L'année d'après, il rentre au Cameroun et est recruté à la cellule audiovisuelle des brasseries UCB. Il y réalise une émission dénommée Nous Nous King. L'aventure va être de courte durée car sa  hiérarchie décide de l'arrêt de l'émission et met toute l'équipe en congé. Ses formateurs de la Fémis informés de la situation, le sollicitent. Il s'envole de nouveau pour la France où il occupe le poste d'assistant de production. Il sera ainsi un habitué des plateaux des séries, des émissions télé, du journal.
Son entourage, et surtout  André Booksman, un ingénieur du son belge, ayant détecter en lui des prédispositions cinématographiques, l’encourage à créer sa propre maison de production. Ce qu'il fait en 1999, en ouvrant Malo Pictures. Son travail à cette époque, consiste essentiellement à couvrir des séminaires, réaliser des spots publicitaires et des documentaires sur commande. Ses principaux clients étant les agences du systèmes des Nations Unies.
En 2002, il se forme en production au Festival des 3 Continents-Nantes. Il fait également des stages aux États-Unis, en Europe et même en Afrique. Aussi se forme t-il en 2004 sur la scénarisation de fiction, à l'Institut Imagine de Ouagadougou au Burkina Faso et en gestion des entreprises et des projets culturels au Caire en Égypte, trois ans plus tard.

### Carrière
De retour dans son pays, Cyrille Masso s'installe à Yaoundé et accompagne les jeunes cinéastes dans leurs projets au sein de Malo Pictures. Depuis lors, cette société pionnière de la production indépendante au Cameroun enchaîne la réalisation et la production des films et documentaires en l'instar de Confidences, Au prix du verre, Itilga ou Les Destinées. Il participe également à la production des feuilletons et sitcoms tels que Silence on joue, Le revenant, Un papy à la Cité U, Cité campus.
Très sollicité par la jeunesse, il fait partie de nombreux jurys, soutient plusieurs initiatives des jeunes à l'instar du FIFMI de Ngaoundéré, dont il a été le parrain en 2011.

### Vie privée
Cyrille Masso est marié à Flore.

## Filmographie

### Réalisateur
- 2001 : Itilga ou Les Destinées (Assistant réalisateur)
- 2001 : Au prix du verre
- 2006 : Confidences

- 2013 : Refuge
- 2013 : Vues d'Afrique, coréalisateur
- 2014 : Sacrée grotte

- 2016 : État civil
- 2019 : Adamou et Goni (série)
- 2023 : La Grotte sacrée; long-métrage d´animation de Malo Pictures [3]

### Producteur
- 2003 : Au-delà de la peine
- 2007 : Bilim Bi Jam (Chose étrange)
- 2008 : Le Culte des crânes
- 2009 : Tcheupte, les chaines de la tradition
- 2009 : Le Cinéma de Charlie
- 2013 : Dans l'attente de ton retour, Coproducteur
- 2013 : Nègre blanc, producteur
- 2013 : W.A.K.A., producteur exécutif
- 2014 : Le mythe de Mapout
- 2014 : Plus jamais ça

## Prix et récompenses
| Récompense                               | Année | Catégorie                      | Film                    |
| ---------------------------------------- | ----- | ------------------------------ | ----------------------- |
| FESTEL festival de télévision de Yaoundé | 2002  | Prix jeunesse                  | Itilga ou les destinées |
| Festival de Cannes                       | 2003  | Prix Djibril Diop Mambety      | Au prix du verre,       |
| Fespaco                                  | 2007  | Prix spécial du jury fiction   | Confidences,            |
| CNA                                      | 2017  | Prix Cinéma Numérique Ambulant | État civil              |

## Publications
- Sobajo, bande dessinée, Malo Pictures, 2021[9],[10]